# Ancylostomia stercorea
Ancylostomia stercorea là một loài bướm đêm trong họ Crambidae.